# Sindromul Zunich-Kaye
Sindromul Zunich-Kaye, cunoscut și sub denumirea de sindrom neuroectodermic Zunich, este o formă de ihtioză congenitală rară descrisă în 1983.  De asemenea, este denumit sindrom CHIME, după simptomele sale principale (colobomoame, defecte cardiace, dermatoză ictioziformă, dizabilitate intelectuală și defecte ale urechii sau epilepsie).  Este un sindrom congenital  cu doar câteva cazuri studiate și publicate.  

## Simptome
Simptomele asociate sindromului sunt colobomele ochilor, defecte cardiace, dermatoză ictiosiformă, dizabilitate intelectuală și anomalii ale urechii. Alte simptome includ facies caracteristice, pierderea auzului și palatul fend. 

## Genetică
Sindromul Zunich-Kaye este considerat a avea un model de moștenire recesivă autosomală . Aceasta înseamnă că gena defectă este localizată pe un autosom și sunt necesare două copii ale genei, una de la fiecare părinte, pentru a moșteni tulburarea. Părinții unui individ cu tulburare recesivă autosomală ambii sunt purtători a o copie a genei defecte, dar de obicei nu au tulburarea. 

## Tratament
Tratamentul cu izotretinoină poate induce o refacere substanțială a leziunilor pielii, dar rămâne riscul unei infecții secundare . 